# Manuela Tavares
Manuela Tavares (Lisboa, 2 de julho de 1950) é uma pesquisadora e ativista portuguesa. É fundadora e membra da direção da União de Mulheres Alternativa e Resposta (UMAR), criada em 1976 como União de Mulheres Antifascistas e Revolucionárias. Na sua ação como investigadora, pesquisa a área dos Estudos sobre as Mulheres e, no ativismo, atua no Direito das Mulheres.
Em 2008, defendeu o primeiro doutoramento sobre Feminismos em Portugal. No mesmo ano foi membra da Comissão Promotora e da Comissão Organizadora do Congresso Feminista. Em 1995, durante a conferência das Nações Unidas sobre Direitos das Mulheres, que ocorreu em Pequim, foi membra da delegação de ONG’s Portuguesas.
Atualmente é pesquisadora do Centro Interdisciplinar de Estudos do Género no Instituto Superior de Ciências Sociais e Políticas da Universidade de Lisboa. Em 2011, publicou o livro Feminismos, Percursos e Desafios (1947-2007).

## Ligações Externas
- UMAR (youtube) | Memórias de Fundadoras da UMAR: Manuela Tavares (2022)